# Fissidens variolimbatus
Fissidens variolimbatus är en bladmossart som beskrevs av Kenneth Willway Allison 1963. Fissidens variolimbatus ingår i släktet fickmossor, och familjen Fissidentaceae. Inga underarter finns listade i Catalogue of Life.